# End All Life Productions
End All Life Productions je francouzské hudební vydavatelství založené v roce 1999 Christianem Bouchem alias Hasjarlem, který založil i další hudební vydavatelství Norma Evangelium Diaboli. Obě úzce spolupracují. Bouche je členem francouzské blackmetalové kapely Deathspell Omega.
End All Life Productions se specializuje na black metal a experimental metal a nahrávky vydává především na gramofonových deskách.
Na vydaných nahrávkách používá katalogové číslo se zkratkou EAL.

## Kapely
Seznam vybraných kapel, jejichž desky vyšly u End All Life Productions:
- Abigor
- Antaeus
- Blacklodge
- Clandestine Blaze
- Deathspell Omega
- Diapsiquir
- Grand Belial's Key
- Horna
- Judas Iscariot
- Moonblood
- Mütiilation
- S.V.E.S.T.
- Slidhr
- Tsjuder
- Warloghe
- Watain
- Winterblut